# Респектив
Респекти́в (англ. Respective case) — відмінок, вигаданий Джоном Толкіном, що використовується у створеній ним мові квенья (із книг Володар перснів та Сильмариліон). Найбільше про нього відомо з листа Толкіна, адресованого Діку Плотцу, де наведено відмінки іменників.

## Назва
У своїх опублікованих роботах Толкін ніколи не давав назви цьому відмінку, назву «респектив» придумав Ентоні Епл'ярд, дослідник мови квенья. У російськомовних джерелах цей відмінок може мати назву «ельфінітив». Через те, що вжиток цього відмінку не до кінця зрозумілий, також вживається більш нейтральна назва «s-відмінок» (англ. s-case), бо для утворення цього відмінку до слова додається суфікс -s.
На прикладі слова cirya (корабель):
|           | Однина   | Множина   | Партитивна множина | Двоїна   |
| --------- | -------- | --------- | ------------------ | -------- |
| Називний  | cirya    | ciryar    | ciryali            | ciryat   |
| Місцевий  | ciryasse | ciryassen | ciryalisse(n)      | ciryatse |
| Респектив | ciryas   | ciryais   | ciryalis           | -        |

## Вжиток
Незрозуміло, чи даний відмінок вживається із прийменниками, із перехідними чи неперехідними дієсловами, або, можливо, має більш загальний вжиток. У листі Плотцу були два непідписані відмінки: давальний і респектив, що писались у дужках біля алатива і місцевого відмінка відповідно. Ентоні Епл'ярд припустив, що цей відмінок вживається подібно до місцевого. Наприклад, i coa i taures (респектив) — i coa i tauressë (місцевий) — дім у лісі. Цю думку підтримує Хельґе Фаусканґер.

Відмінок, котрий я називаю респективом, може так само відноситись до місцевого, як давальний до алатива: якщо іменник A в алативі, то це означає, що щось іде до А, а коли A в давальному відмінку, то якийсь предмет, або дія, або послуга фізично чи фігурально надходить до когось. Мабуть, ‘-s’ означає “щодо”, “з урахуванням”, “згадуючи”, або (у більшості випадків) “про”, тобто “думати, говорити, писати про”, з чого й випливає моя назва: якщо A в місцевому відмінку, то дія відбувається  навколо A, але не в бік A, а якщо A в респективі, то й дія стосується А, але не впливає на А безпосередньо та не направлена у бік А.
Оригінальний текст (англ.)
The role of the case that I call ‘respective’ may relate to Locative as Dative relates to Allative: when a noun A is Allative, something goes to(wards) A, and when A is Dative, some object or action or favour ‘goes to’ A semi-literally or figuratively. Perhaps ‘-s’ means “concerning”, “with respect to”, “paying attention to”, and (most often) “about” in “think or talk or write about”, whence my name for it: when A is Locative the action is at A but does not move towards A, and when A is Respective the action concerns but does not directly affect or ‘go towards’ A.
— Ентоні Епл'ярд, Quenya Grammar Reexamined, 1995
Вже після публікації статті Епл'ярда, у 2015 році було опубліковано роботу Толкіна, датовану 1948 роком, у якій була наступна фраза:
qe e·kárie i kirya aldaryas, ni kauva kiryasta menelyas.
До якої наведено наступний переклад:
Якщо він доробить човен у понеділок, то я зможу поплисти у середу.
У даному прикладі, слова aldaryas (у вівторок) та menelyas (у середу) наведені, імовірно, у s-відмінку (респективі). Це речення було написане за двадцять років раніше листа Плотцу.